# (400357) 2007 VW156
(400357) 2007 VW156 es un asteroide perteneciente al cinturón de asteroides descubierto el 5 de noviembre de 2007 por el equipo del Spacewatch desde el Observatorio Nacional de Kitt Peak, Arizona, Estados Unidos.

## Designación y nombre
Designado provisionalmente como 2007 VW156. Fue nombrado 2007 VW156 en homenaje a la histórica ciudad china de Chaozhou, ubicada en el este de la provincia de Guangdong,  denominada con su actual nombre durante la dinastía Sui (590 d. C.), es la cuna de la "cultura de Chaoshan".

## Características orbitales
2007 VW156 está situado a una distancia media del Sol de 2,686 ua, pudiendo alejarse hasta 2,882 ua y acercarse hasta 2,490 ua. Su excentricidad es 0,073 y la inclinación orbital 2,848 grados. Emplea 1608,38 días en completar una órbita alrededor del Sol.

## Características físicas
La magnitud absoluta de 2007 VW156 es 17,4. 